# Ducula bicolor
Il piccione imperiale bianco o piccione imperiale bianconero (Ducula bicolor Scopoli, 1786) è un uccello della famiglia dei Columbidi.

## Descrizione
Il piccione imperiale bianconero è lungo 5–42 cm e pesa 365-510 g. Il colore fondamentale è il bianco, sostituito in alcune forme dal grigio o bianco giallastro. Le remiganti primarie e le loro copritrici, le secondarie esterne e la coda sono neri. Il becco è grigio bluastro con la punta più scura. Le zampe sono grigie. I sessi sono simili. Alcuni esemplari hanno delle macchie nere nelle copritrici del sottocoda e il nero della coda più intenso.

## Biologia
Si nutre di una grande varietà di frutti e bacche compresi quelli di ficus e noce moscata che ricerca esclusivamente sugli alberi. Nidifica generalmente in colonie nelle isole al largo a 7-8 metri dal suolo. Depone uno o occasionalmente due uova. Compie spostamenti stagionali spesso in piccoli gruppi che volano a circa 70 metri di altezza.

## Distribuzione e habitat
La sua distribuzione si estende dalle isole Andamane e Nicobare e verso est fino alle Filippine, Molucche e isole a ovest della Nuova Guinea. Vive nelle foreste costiere, mangrovie e piantagioni di cocco a poca altezza. Si riproduce nelle isole al largo e cerca il cibo nelle isole maggiori.